# Lijst van rijksmonumenten in de Nieuwe Looiersstraat
Een overzicht van de 23 rijksmonumenten aan de Nieuwe Looiersstraat in Amsterdam.
| Object                                                                                 | Oorspronkelijke functie?  | Bouwjaar                                      | Architect         | Locatie                  | Coördinaten?                  | Nr.? | Afbeelding                                                        |
| -------------------------------------------------------------------------------------- | ------------------------- | --------------------------------------------- | ----------------- | ------------------------ | ----------------------------- | ---- | ----------------------------------------------------------------- |
| Pand van het 'nootse-bos-type'                                                         | Gebouw                    | ca. 1670                                      |                   | Nieuwe Looiersstraat 1A  | 52° 21' 39" NB, 4° 53' 30" OL | 3597 | Pand van het 'nootse-bos-type'                                    |
| Dwarshuis ('wevershuis') met latere, enige malen gewijzigde gevel                      | Gebouw                    | 1670                                          | Philips Vingboons | Nieuwe Looiersstraat 3   | 52° 21' 39" NB, 4° 53' 31" OL | 3598 | Dwarshuis ('wevershuis') met latere, enige malen gewijzigde gevel |
| Dwarshuis ('wevershuis') met latere, enige malen gewijzigde gevel                      | Gebouw                    | ca. 1670                                      | Philips Vingboons | Nieuwe Looiersstraat 5   | 52° 21' 39" NB, 4° 53' 31" OL | 3599 | Dwarshuis ('wevershuis') met latere, enige malen gewijzigde gevel |
| Pand van het 'Noortse-bos-type'                                                        | Gebouw                    | ca. 1670                                      |                   | Nieuwe Looiersstraat 25  | 52° 21' 39" NB, 4° 53' 34" OL | 3600 | Meer afbeeldingen                                                 |
| Pand met zeer eenvoudige halsgevel                                                     | Gebouw                    | eerste kwart 18e eeuw                         |                   | Nieuwe Looiersstraat 2   | 52° 21' 39" NB, 4° 53' 30" OL | 3603 | Pand met zeer eenvoudige halsgevel                                |
| Verhoogd en van een gebroken dak voorzien huis                                         | Gebouw                    | begin 18e eeuw                                |                   | Nieuwe Looiersstraat 12  | 52° 21' 39" NB, 4° 53' 30" OL | 3604 | Meer afbeeldingen                                                 |
| Pand met zeer eenvoudige halsgevel                                                     | Gebouw                    | eerste kwart 18e eeuw                         |                   | Nieuwe Looiersstraat 14  | 52° 21' 39" NB, 4° 53' 30" OL | 3605 | Meer afbeeldingen                                                 |
| Smal huis van het 'Noortse-bos-type'                                                   | Gebouw                    | waarschijnlijk 1665                           |                   | Nieuwe Looiersstraat 16  | 52° 21' 39" NB, 4° 53' 31" OL | 3606 | Meer afbeeldingen                                                 |
| Vierraamshuis van het 'Noortse-bos-type'                                               | Gebouw                    | 1665                                          |                   | Nieuwe Looiersstraat 18  | 52° 21' 39" NB, 4° 53' 31" OL | 3607 | Meer afbeeldingen                                                 |
| Looiershofje                                                                           | Sociale zorg, liefdadigh. | 1829 (gebruik making van 17e-eeuws materiaal) |                   | Nieuwe Looiersstraat 20  | 52° 21' 39" NB, 4° 53' 31" OL | 3608 | Meer afbeeldingen                                                 |
| Tweeraams beneden- en bovenhuis                                                        | Gebouw                    | waarschijnlijk 1665                           |                   | Nieuwe Looiersstraat 40  | 52° 21' 39" NB, 4° 53' 31" OL | 3609 | Meer afbeeldingen                                                 |
| Vierraamshuis van het 'Noortse-bos-type'                                               | Gebouw                    | 1665                                          |                   | Nieuwe Looiersstraat 42  | 52° 21' 39" NB, 4° 53' 32" OL | 3610 | Meer afbeeldingen                                                 |
| Pand met halsgevel                                                                     | Gebouw                    | 1736                                          |                   | Nieuwe Looiersstraat 64  | 52° 21' 38" NB, 4° 53' 33" OL | 3611 | Meer afbeeldingen                                                 |
| Pand met halsgevel                                                                     | Woonhuis                  | 1736                                          |                   | Nieuwe Looiersstraat 66  | 52° 21' 38" NB, 4° 53' 33" OL | 3612 | Meer afbeeldingen                                                 |
| Huis, vanwege de zandstenen onderdelen van de gevelhals                                | Gebouw                    | eerste helft 18e eeuw                         |                   | Nieuwe Looiersstraat 72  | 52° 21' 38" NB, 4° 53' 34" OL | 3613 | Huis, vanwege de zandstenen onderdelen van de gevelhals           |
| Pand met halsgevel                                                                     | Gebouw                    | tweede kwart 18e eeuw                         |                   | Nieuwe Looiersstraat 74  | 52° 21' 38" NB, 4° 53' 35" OL | 3614 | Pand met halsgevel                                                |
| Pand met klokgevel                                                                     | Gebouw                    | tweede kwart 17e eeuw                         |                   | Nieuwe Looiersstraat 94  | 52° 21' 38" NB, 4° 53' 38" OL | 3615 | Meer afbeeldingen                                                 |
| Pand met klokgevel                                                                     | Gebouw                    | tweede kwart 17e eeuw                         |                   | Nieuwe Looiersstraat 96  | 52° 21' 38" NB, 4° 53' 38" OL | 3616 | Meer afbeeldingen                                                 |
| Gevel onder rechte lijst                                                               | Gebouw                    | midden 19e eeuw                               |                   | Nieuwe Looiersstraat 98  | 52° 21' 38" NB, 4° 53' 39" OL | 3617 | Meer afbeeldingen                                                 |
| Huis met latere gevel, bekroond door een uit- en ingezwenkte top onder rollagen        | Gebouw                    | 17e eeuw (kern)                               |                   | Nieuwe Looiersstraat 112 | 52° 21' 38" NB, 4° 53' 40" OL | 3618 | Meer afbeeldingen                                                 |
| Koetshuis met gevel onder rechte lijst en inrijdeuren in geblokte bakstenen omlijsting | Woonhuis                  | eerste helft 19e eeuw                         |                   | Nieuwe Looiersstraat 69  | 52° 21' 38" NB, 4° 53' 44" OL | 3601 | Meer afbeeldingen                                                 |
| Hoekhuis van het 'noortse-bos-type'                                                    | Gebouw                    | ca. 1670                                      |                   | Nieuwe Looiersstraat 75  | 52° 21' 38" NB, 4° 53' 45" OL | 3602 | Meer afbeeldingen                                                 |
| Pand met halsgevel                                                                     | Gebouw                    | eerste helft 18e eeuw                         |                   | Nieuwe Looiersstraat 124 | 52° 21' 37" NB, 4° 53' 43" OL | 3619 | Pand met halsgevel                                                |